# Игнатенко, Владимир Владимирович (политик)
Владимир Владимирович Игнатенко — бывший народный депутат Украины.

## Биография
Родился 20 января 1937 (г. Одесса) в семье служащего; украинец; женат; имеет двоих детей.
Образование: Кировоградский институт сельскохозяйственного машиностроения (1966), инженер-механик.
- 1954-1955 — ученик Кировоградское ТУ № 1.
- С 1955 — слесарь-инструментальщик завода «Красная звезда», г. Кировоград.
- 1959-1964 — мастер, механик по ремонту оборудования Кировоградского городского промышленного комбината.
- 1964-1966 — агроном-механизатор Кировоградского свеклосахартреста.
- 1966-1971 — главный инженер-механик Малопомощнянского свеклосовхоза «Большевик».
- С 1971 — директор Шаровского свеклосовхоза.
- С 1975 — директор Перегоновского сахарокомбината.
- С февраля 1998 — председатель правления агрофирмы «Ятрань».

Народный депутат Украины 12 (1) созыва с марта 1990 (2-й тур) до апреля 1994, Гайворонский избирательном округ № 231, Кировоградская область, член Комиссии мандатной и по вопросам депутатской этики (с июня 1990), член Комиссии по вопросам обороны и государственной безопасности. Группа «Аграрники».
Ордена Трудового Красного Знамени, «Знак Почета».